# برنامه‌سازی تصادفی
برنامه‌سازی تصادفی (انگلیسی: Stochastic programming) مبحثی در بهینه‌سازی است که در آن مسألهٔ بهینه‌سازی همراه با عدم قطعیت است. چراکه در بهینه‌سازی‌های متداول معمولاً تمام پارامترها به معلوم و داراری مقدار مشخص هستند در حالیکه در مورد پدیده‌های جهان واقعی این پارامترها به صورت یقینی قابل پیاده‌سازی نیست و به صورت احتمالاتی بایست مدل شود؛ یکی از راه‌های مناسب برای این مدلسازی، بهینه‌سازی استوار است که استفادهٔ گسترده‌ای در مدلسازی‌های مهندسی دارد.